# Comuna Movnîkî, Ivanîci
Movnîkî (în ucraineană Мовники) este o comună în raionul Ivanîci, regiunea Volînia, Ucraina, formată din satele Kreciv și Movnîkî (reședința).

## Demografie
Componența lingvistică a satului Movnîkî
     Ucraineană (98,36%)
     Rusă (1,09%)
     Alte limbi (0,44%)
Conform recensământului din 2001, majoritatea populației satului Movnîkî era vorbitoare de ucraineană (98,36%), existând în minoritate și vorbitori de rusă (1,09%).